# 冯凯 (运动员)
冯凯（1978年8月29日—），中国吉林省人，男子短道速滑运动员、教练员。

## 生平
冯凯出生于长春市，在两届冬奥会上共获2枚铜牌。
2003年退役后，冯凯担任长春市冬季运动管理中心教练员，2004年，任国家青年队主教练，2004年—2006年，任国家男队主教练。